# Гармаш Пилип Миколайович
Пилип Миколайович Гарма́ш (нар. 21 квітня 1989, Полтава) — український волейбольний тренер, майстер спорту міжнародного класу. Колишній гравець збірної України.

## Життєпис
Народився 21 квітня 1989 року в м. Полтаві.
Навчався в Харківській державній академії фізичної культури.
Грав у харківському «Локомотиві», лубенському СК «Фаворит», МХП-Вінниця.
Був гравцем студентської збірної України, яка брала участь в Універсіаді 2011. У складі збірної виборов срібло на Універсіаді 2015. Також захищав барви національної збірної.
20.09.2015 отримав звання майстра спорту міжнародного класу з волейболу. Сезон 2017/2018 провів у складі команди румунської волейбольної «Дивізії А1» (Суперліги) «Залеу». У сезоні 2019/20 грав у складі румунського ВК «Штіїнца Експлорері» (Știința Explorări).
В одному з інтерв'ю у 2014 році сказав, що вважає неприпустимою ситуацію, коли один футболіст донецького «Шахтаря» отримує за місяць більше грошей, ніж усі гравці української волейбольної Суперліги разом.

### Досягнення
У збірній
- дворазовий срібний призер Всесвітньої Універсіади (2011, 2015).

Клубні
- чемпіон України: 2011, 2012, 2013, 2014, 2015, 2016[9],
- чотирьохкратний володар Кубка України.

Особисті
- кращий ліберо Української суперліги 2013—2014[10], 2016—2017[11]